# Convención de Londres
La convención de Londres fue un acuerdo diplomático firmado por la reina de España, Isabel II; el emperador de Francia, Napoleón III; y Victoria, reina del Reino Unido de Gran Bretaña e Irlanda, el 31 de octubre de 1861 como respuesta a la ley de suspensión de pagos promulgada por el presidente de México, Benito Juárez, el 17 de julio de ese mismo año, cuyo primer artículo decía: 

"Desde la fecha de ésta ley, el Gobierno de la Unión percibirá todo el producto líquido de las rentas federales, deduciéndose tan sólo los gastos de recaudación de las oficinas recaudadoras, y quedando suspensos por el término de dos años todos los pagos, incluso el de las asignaciones destinadas para la deuda contraída en Londres y para las Convenciones extranjeras."

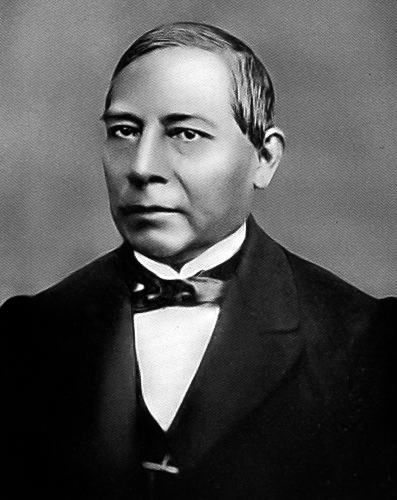
Benito Pablo Juárez García, Presidente de México

El objetivo de la convención de Londres era demandar a México una protección más efectiva para las personas y propiedades de sus súbditos, así como el cumplimiento de las obligaciones contraídas hacia estos. La llegada de sus ministros plenipotenciarios a México dio lugar a los Tratados preliminares de La Soledad y a la Segunda intervención francesa en México.

## Antecedentes
Con las luchas de independencia de México y la consecuente pérdida económica, en 1821 México inició su vida independiente con una economía en bancarrota total, lo que obligó al gobierno mexicano a recurrir a préstamos de naciones extranjeras. Para 1831 la deuda calculada era de 34, 329,100 pesos, cifra que ascendió a 50 millones para 1837. Gran parte de la deuda contraída era con  casas bancarias inglesas, monto que alcanzó las 10 millones de libras esterlinas en 1850. Estos empréstitos extranjeros y los gastos producidos por la recién acabada guerra de reforma, se tradujeron para la hacienda pública en una deuda de más de 80 millones de pesos que el país no podía pagar por lo que cayó en moratoria.

## Lineamientos del tratado
Firmaron el tratado: el ministro de Asuntos Extranjeros John Russell por el Reino Unido; el ministro Plenipotenciario Francisco Javier de Istúriz por España; y el embajador francés en el Reino Unido Flahaut de la Billarderie por Francia. Los encargados de trasladarse a México para imponer el cumplimiento de los objetivos establecidos en la convención fueron los ministros plenipotenciarios Charles L. Wyke por el Reino Unido; Juan Prim por España; y DuboiSaligny por Francia.
En el tratado se detallan 5 artículos que dirigen las acciones a seguir con motivo del cumplimiento de las obligaciones contraídas por México, los puntos más relevantes se describen a continuación:
- Francia, España e Inglaterra se comprometen a hacer los arreglos necesarios para desplegar a las costas mexicanas fuerzas combinadas navales y militares, otorgando a los comandantes de estas fuerzas armadas autorización para ejecutar las operaciones que se consideren adecuadas para el cumplimento del objetivo de la presente convención.
- Los interesados de dicha convención se comprometen a no buscar la adquisición alguna de territorio así como a no ejercer en los asuntos internos de México influencia de cualquier naturaleza que pueda alterar la libre elección y constitución de su forma de gobierno.
- Se establecerá una comisión compuesta de 3 comisionados con facultades para ejercer plena autoridad para resolver los asuntos que surjan sobre la aplicación o distribución de la cantidad recibida de dinero por México.